# St Nicholas Congregational Church

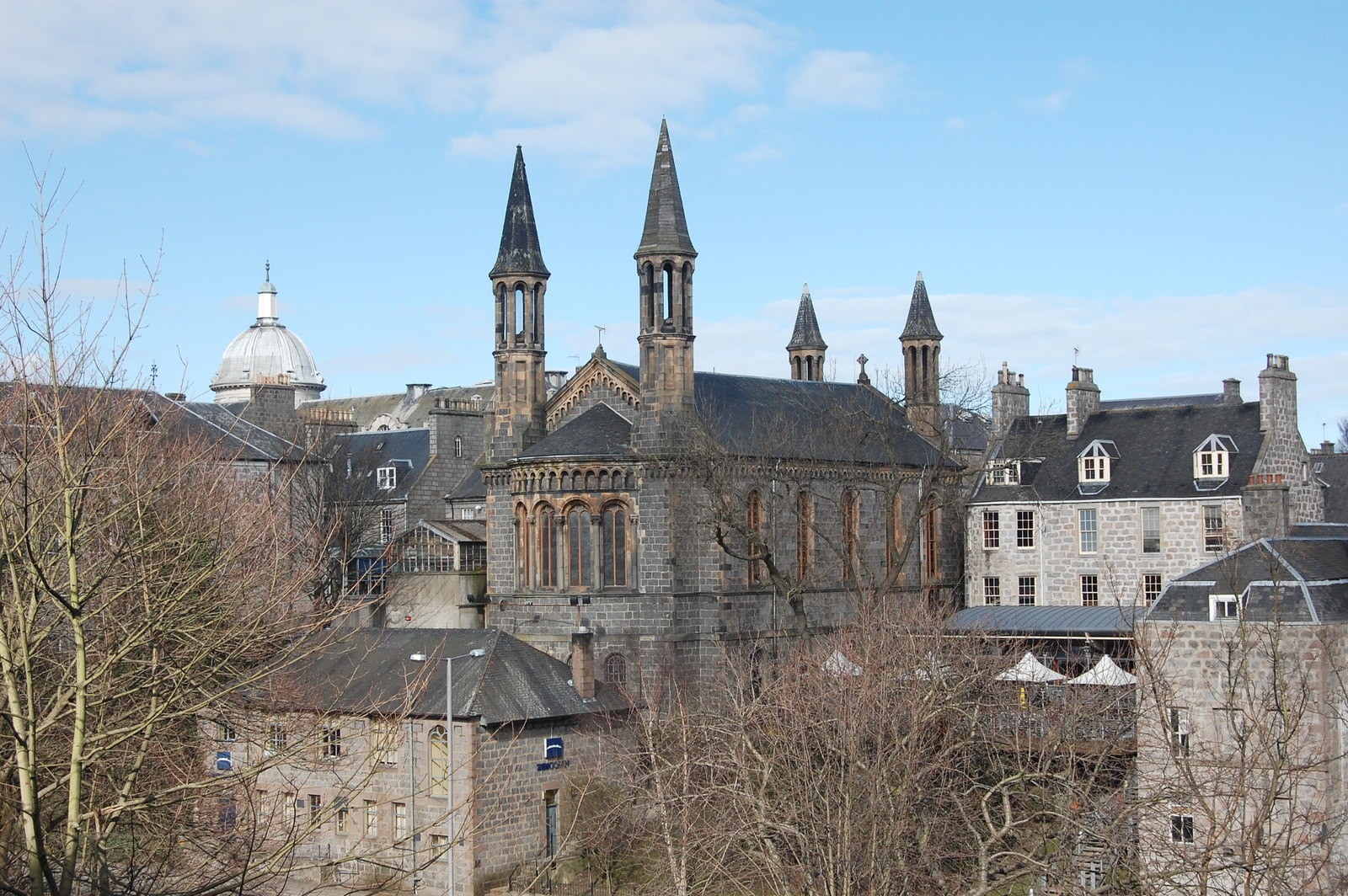
Rückansicht der St Nicholas Congregational Church

Die St Nicholas Congregational Church, ehemals Belmont Congregational Church, ist ein ehemaliges Kirchengebäude einer kongregationalistischen Kirchengemeinde in der schottischen Stadt Aberdeen. 1967 wurde das Bauwerk in die schottischen Denkmallisten in der höchsten Denkmalkategorie A aufgenommen.

## Geschichte
Die St Nicholas Congregational Church, das einzige kongregationalistische Kirchengebäude in Aberdeen, wurde in den 1860er Jahren erbaut und 1865 als Belmont Congregational Church eröffnet. Mit der Planung wurde der schottische Architekt James Souttar betraut, der im selben Zeitraum für die Church of England St Peter und St Sigfrid im schwedischen Stockholm erbaute. William Leslie, ein ansässiger Bauunternehmer und Granithändler, der selbst Mitglied der Gemeinde war, führte den Bau aus. 1910 erfolgte die Umbenennung in St Nicholas Congregational Church oder Chapel. Bis 1995 wurde das Gebäude kirchlich genutzt, als die Gemeinde in die nahegelegene Kirk of St Nicholas umzog. Das Gebäude wurde verkauft und zu einem Nachtclub umgenutzt. Dieser wurde 2017 geschlossen, woraufhin das Gebäude leerstand. Im Januar 2022 zeichnete sich eine Wiedereröffnung ab. Aufgrund der sich durch den Leerstand verschlechternden Bausubstanz wurde die St Nicholas Congregational Church 2019 in das Register gefährdeter denkmalgeschützter Bauwerke in Schottland aufgenommen. Als Gründe wurden durchhängende Dächer, Beschädigungen an der Schieferdeckung eines Turms sowie herabfallende Elemente genannt. Der Zustand wurde als schlecht bei gleichzeitig geringer Gefährdung eingestuft.

## Beschreibung
Die neoromanische St Nicholas Congregational Church steht an der Belmont Street im historischen Zentrum Aberdeens nahe den Hafenanlagen und der Dee-Mündung. Die Triple Kirks, der ehemalige Kirchenkomplex der Free Church of Scotland, steht 50 Meter nördlich. Ihr Mauerwerk ist aus dunklen Granitquadern aufgemauert und mit hellem Sandstein kontrastiert. Das zentrale Portal an der ostexponierten Hauptfassade entlang der Belmont Street ist rundbogig mit profiliertem Gewände mit marmornen, korinthischen Säulen ausgeführt. Oberhalb sind eine ornamentierte Fensterrose sowie ein Vierpass im Giebel eingelassen. Schlanke, oktogonale Ecktürmchen mit schiefergedeckten Zeltdächern schließen die Fassade. Die Seitenfassaden sind fünf Achsen weit. Von der Rückfassade setzt sich eine gerundete Apsis fort, die von der mittelalterlichen Apsis des Doms zu Lund in Dänemark inspiriert ist. Sie ist mit fünf Rundbogenfenstern und abschließender, blinder Miniaturarkade ausgestaltet. Die flankierenden Ecktürmchen sind entsprechend jenen der Hauptfassade gestaltet. Das abschließende Satteldach ist mit grauem Schiefer gedeckt.